# 海啸警报 (日本)
海啸警报（日语：津波警報）是日本气象厅预测到将因地震诱发大型海啸时所发布的一种海啸警报、注意警报。基本上，产生于日本沿岸至600公里以内的近地海啸都会发表警报、注意警报、预报。日本气象厅正努力做到发生地震后3分钟内（地震发生在日本近海时）即发布预测海啸到达沿岸地区的时间及高度。

## 简介
海啸警报系统自1952年4月1日开始启用。启用当初需要数十分钟才能发布，而且内容是非常艰涩的电报形式（格式为预报对象区域加上ツナミナシ（无海啸）、ツナミオソレ（可能有海啸）、ヨワイツナミ（微弱海啸）、オオツナミ（大海啸）、ツナミカイジョ（海啸警报解除）。1978年宫城地震中，曾发布“5区（东北太平洋沿岸）オオツナミ”，由于日语中5区写作“ゴク”，警报“ゴクオオツナミ”被误以为是“极大海啸”的意思。1983年的日本海中部地震中，尽管地震后14分钟便发布了大海啸警报，但在一部分地区地震7分鐘后海啸就已经到达了。
1985年开始，一旦发布海啸警报，电视台会插播警报（主要是NHK的紧急警报广播）。但在1993年发生的北海道南西冲地震中，海啸还是在发布警报时（或者更早）就到达了奥尻岛。此外，由于电视台按规定要照原文播出气象厅的预报内容，对於海啸的高度较容易造成误会，结果使得很多居民丧生。因此，更加需要缩减预报所需时间及改善预报文字。
吸取经验和教训后，日本气象厅于1999年4月1日起，启用了自主开发的新海啸预报系统。新系统采用电脑预模拟各种地震，并将海啸将于何时以何种高度抵达哪个地区的计算结果数据库化保存起来。这样，当地震发生时，就可以马上根据地震的规模、震源位置匹配数据库中的纪录，并于修正后发布（预测将发生海啸时）。这样一来，发布所需时间就能缩短到3分钟左右。同时，重新划分海啸预报区为66个区域。并且对送到电视台的预报文字也进行了修改此外，将海啸的高度分为8个级别发布。并于2007年11月28日起，更加谨慎地将海底地形构成的影响纳入考虑，对海啸数据库进行了更新。
不过，由于日本气象厅进行模拟时是设定为45度的逆断层，如果是由横向断层引发的地震，海啸会远小于预测的高度（2002年发生的石垣岛近海地震中，预测将发生2公尺高的海啸，但实际上潮位只有微小的变化）。此外，矩震級较小时，也可能发生并没有如预报般强烈的海啸来袭的情况。因此2007年7月2日起开始推行在发生地震后10分至20分钟内对地震结构进行分析并监测第1、2波海啸后，进行提早解除警报的动作。此外，横向断层的分析也自2008年3月27日起，由南海、东南海、东海海域扩大到千岛海沟、日本海沟的周边海域。
由于分析地震规模、震源位置需要花费1到2分钟的时间，原本认为进一步缩减所需时间是非常困难的。但自2006年10月2日起启用的紧急地震速报技术使得在一部分海域实现了2分钟内发布海啸警报。至今为止共在2007年能登半岛地震（约1分40秒后发布）、新潟縣中越近海地震（一分钟内）、2008年福岛县冲地震、2010年冲绳本岛近海地震及父岛近海地震（约2分内），5次地震中，进行了紧急速报。（5次地震中，实现了于NHK插播特别节目前报道海啸注意警报及海啸警报；在第4、5例则是在发布海啸警报、注意警报的同时播出紧急警报）。
2010年2月智利大地震成為17年來首次发表的大海嘯警報。然而由於各電視台使用不同配色並長時間顯示海嘯信息畫面，色盲者紛紛投訴無法分辨大海嘯還是海嘯警報地區，成為了統一基準的契機。在经过約一年時間研究後，各電視台在2011年5月至7月起開始統一程序，2011年8月19日的地震成為首次統一後的海嘯注意警報。統一後的基準為：大海嘯警報紫色　、海嘯警報紅色　、海嘯注意警報黃色　、背景地圖為灰色　，海洋則使用深藍色　。

## 警报内容
- 当预测海啸最高将达到1米以上3米以下时发布海啸警报，发布的预想高度为“3 m”（若地震規模在日本气象厅地震规模8以上时，在确定具体地震强度前预想高度以“高”（日语：高い）表示）；
- 当预测海啸最高将达到3米以上时发布大海啸警报，发布的预想高度分为“5 m”、“10 m”和“10 m 以上”3种（若在地震規模8以上时，在确定具体地震强度前预想高度以“巨大”表示）；
- 另外，当预测海啸最高未到1米时发布海啸注意警报，发布的预想高度为“1 m”（若在地震規模8以上时，在确定具体地震强度前则不标出预想高度）。

| 警报种类     | 发布标准              | 预测海啸高度 | 预测海啸高度       |
| 警报种类     | 发布标准              | 发布数值     | 巨大地震（M8以上） |
| ------------ | --------------------- | ------------ | ------------------ |
| 大海啸警報   | 10米＜预测高度        | 10 m 以上    | 巨大               |
| 大海啸警報   | 5米＜预测高度 ≦ 10米  | 10 m         | 巨大               |
| 大海啸警報   | 3米＜预测高度 ≦ 5米   | 5 m          | 巨大               |
| 海啸警報     | 1米＜预测高度 ≦ 3米   | 3 m          | 高                 |
| 海啸注意警報 | 0.2米＜预测高度 ≦ 1米 | 1 m          | （不标出）         |

以上海啸警报体制在2013年3月7日起正式实施。以前，海啸警报、大海啸警报（海啸警报（大海啸））都作为海啸警報发布，但“海啸的海啸警報”“大海啸的海啸警報”这样的称呼非常拗口（对需要得知预测的观众来说，也很难懂），因此媒体对“海啸”便称为“海啸警报”，“大海啸”则是以“大海啸警报”报道。新的海啸警报体制启用之后，日本气象厅正式将“大海啸警报”从“海啸警报”中分离出来，单独作为一个警报等级。
而在预报高度的发布上，在2011年东北太平洋冲地震后也进行了改善：
- 将“海啸警报”原有的2种预报高度（1m、2m）改为只有1种（3m）;
- 将“大海啸警报”（原来的“海啸警报（大海啸）”）原有的5种预报高度（3m、4m、6m、8m、10m）改为3种（5m、10m、10m以上）
- 将“海啸注意警报”原有的2种预报高度（50cm、1m）改为1种（1m）。

另外，过去曾经发布的大海啸警报为1953年房総沖地震、1983年日本海中部地震、1993年北海道南西冲地震、2010年智利地震、2011年东北太平洋冲地震、2024年能登半岛地震这6例（第2、3例中警报没能在海啸来袭前发布）。

## 海啸警报没有及时传达时
尽管已经进行了如前文所述的改良，但对于离海岸很近的地震，也可能出现尚未感受到地震海啸就已经到达岸边的情况。因此，仍然需要担忧警报、注意警报发布时，海啸已经抵达的情况（实际上，1999年以后也确实有一些第1波预测时刻为“可能已经抵达”的预报）。所以，住在海岸地区的居民为安全起见，应当在感受到地震时不要等待警报发布，马上就前往安全的高台避难。

## 日本电视台、广播电台的报道机制

### NHK
紧急警报
- 在NHK电视台，海啸警报发布的同时，将会在全部节目中插播紧急警报广播，并于包括国际台NHK World的全部频道中插播海啸新闻速报、海啸报道节目。
- 播放紧急警报时，将以全屏幕展示日本地图，并标出大海啸警报、海啸警报、海啸注意警报生效的海啸预报区。对于在此画面播出的警报、注意警报，現時会根据预报区将海岸描绘为紫色　（大海嘯警報）、紅色　（海嘯警報）、黃色　（海嘯注意警報）。並闪烁式地标出警报、注意警报生效的地区。在此画面中右下角为图例，冲绳地区将标示于左上角，小笠原地区则是位于图例上方。
- 2011年統一基準以前，標示顏色分別為红、白色（大海啸警报）、红色（警报）、黄色（注意警报）。[4]

各海啸预报区的相关信息
- 紧急警报播出后，播音员會加強語氣播報[5]，将以“目前已发布（大海啸警报）海啸警报、海啸注意警报”。“发布（大海啸警报）海啸警报的地区为以下沿岸：…发布海啸注意警报的地区为以下沿岸：…”对发布警报、注意警报的预报区进行播报。
- 紧急警报播出后，将会在前述地图之外，加播发布警报、注意警报的各地的详细地图（除了前述的颜色，此图上也会标明预测高度）。此外，展示此种地图时，将会为非本国居民采用副声道（教育台、NHK World Premium除外，但在某些情况下，也可能于NHK World Premium播出）的方式播出，及于第二广播电台使用英语、中文、韩文、葡萄牙语、越南语（英语以外之語言在2007年12月新增）播出，并在画面上表示“Tsunami Warning”（红底白字）及“Subchannel or Radio2”（白字）。
- 在副声道中，在紧急警报播出后，先以日语进行2次海啸警报（或大海啸警报）的播报，其后加入“NHK台将以英语、中文、韩文、葡萄牙语、越南语播出关于海啸警报、大海啸警报的紧急新闻”的播报，并以各国语言播报海啸警报（或大海啸警报），再将发布海啸警报（或大海啸警报）及海啸注意警报的海啸预报区分别以各语言重复播出。
- 上述的地图表示结束后，画面上将打出字幕。在国际台NHK World Premium中虽然画面会变成倒U字形式，但不会加上字幕及地区地图[6]（会原样播出新闻中心所加上的地图。此外，在倒U字画面上将会在相关新闻结束前一直打出“目前正在插播海啸相关新闻”。也可能会打出“本新闻播报将于日本时间○:○○结束”的字幕）。

其他訊息
- 将于“预测第1波将抵达的时刻及高度”画面，以警报、注意警报（大海啸警报、海啸警报、海啸注意警报）为分类，分别标示发布各警报、注意警报的预报区及该预报区中，预测第1波将抵达的时刻及高度。
- 此外，当观测到海啸时，将会标示出观测地点及高度。
- 东日本大震灾后，当海啸警报发出时，播音员会在播报中加入“请回想起东日本大震灾！”、“为生命安全着想，请尽快逃离！”、“现在就逃到尽可能高的地方！”、“附近没有高地的话，就逃到高楼楼顶或者远离海岸的地方！”、“绝对不要停下脚步也不要返回原地！”、“海啸的高度可能会比预测的还高！也会涌上斜坡深入到内陆！一次一次地湧过来之后就会突然变高了！请现在就马上行动起来逃离！”、“现在收到这个消息的你请马上避难！”等语气强烈的句子，劝喻相关地区的观众进行避难。
- 随着2013年海啸警报新体制的实施，在海啸和大海啸警报发出后，画面也会加入红底白字的“津波！避難！”（海啸！避难！）条幅，提醒观众尽快避难。为方便儿童和外国人识别，也会显示以平假名写出的“すぐ にげて！”（马上逃离！），和英语大写的“「TSUNAMI」”。
- 2021年起确认将改为使用黑底黄字紫色框的“ (三角型海啸标志) EVACUATE! ”（撤离！）、“ つなみ！にげて！ ”（海啸！快逃离！）、“ 津波！避難！  ”、“ すぐ避難を！ ”（马上避难！）的条幅（汉字上方均有平假名注音）。并在2022年因汤加火山喷发而发出的海啸警报中首次使用[7]。

### 商業廣播
- 商业媒體也会于发布海啸警报、海啸注意警报时在画面角落显示以当地为中心的日本地图，在2011年夏季統一基準後，将海岸以紫色　（大海嘯警報）、紅色　（海嘯警報）、黃色　（海嘯注意警報）标示进行播报。由于是在最上层画面播放，所以可能会遮掩节目的字幕等内容。发布海啸警报、大海啸警报时，即使广告中也会持续表示[8]。此外，在海啸发生率较低的地区也可能不显示地图。

| 電視台（聯播網）      | 電視台（聯播網）   | 大警報警報                       | 海嘯警報              | 海嘯注意警報           | 其它                      |
| --------------------- | ------------------ | -------------------------------- | --------------------- | ---------------------- | ------------------------- |
| NHK及 各商業電視台    | NHK及 各商業電視台 | 紫色 (2倍粗度) R:G:B=(200,0,255) | 紅色 R:G:B=(255,40,0) | 黃色 R:G:B=(250,245,0) | 陸地用 灰色 、海用 深藍色 |
| （統一基準 前的配色） | NHK                | ■□ 紅白色                        | ■ 紅色                | ■ 黃色                 |                           |
| （統一基準 前的配色） | NNN                | ■ 紅色                           | ■ 桃红色              | ■ 黃色                 |                           |
| （統一基準 前的配色） | ANN                | ■ 紅色                           | ■ 橙色                | ■ 黃色                 |                           |
| （統一基準 前的配色） | JNN                | ■ 紅色                           | ■ 桃红色              | ■ 黃色                 |                           |
| （統一基準 前的配色） | TXN                | ■ 橙色                           | ■ 紅色                | ■ 黃色                 | 解除地區部分以■水藍色標示 |
| （統一基準 前的配色） | FNN                | ■ 紅色                           | ■ 橙色                | ■ 黃色                 |                           |

#### CS
- CS电视台将仅于画面左上（或者可能是右上）以“海啸警报已发布”标志标示[10]。此外，2010年2月的智利地震时，在QVC也有内容为海啸第1波到达时刻及波高、最大波到达时刻及波高的“QVC海啸信息”播出。

## 相关
- 海啸注意警报
- 地震
- 日本气象厅
- 太平洋海啸警报中心